# Tartarogryllus bidentatus
Tartarogryllus bidentatus är en insektsart som beskrevs av Roger Roy 1969. Tartarogryllus bidentatus ingår i släktet Tartarogryllus och familjen syrsor. Inga underarter finns listade i Catalogue of Life.